# Université Samuel-Adegboyega
 (juillet 2024).
Si vous disposez d'ouvrages ou d'articles de référence ou si vous connaissez des sites web de qualité traitant du thème abordé ici, merci de compléter l'article en donnant les références utiles à sa vérifiabilité et en les liant à la section « Notes et références ».
L'université Samuel-Adegboyega (S.A.U) est une université située à Ogwa, dans l'État d'Edo, au Nigeria.
En 2022, elle prend le nom de Glorious Vision University.

## Histoire
L'université Samuel-Adegboyega est fondée par l'Église apostolique du Nigeria, qui a son siège à Lagos. Elle prend le nom du premier superintendant nigérian de l'église, le pasteur Samuel Gbadebo Adegboyega. Le 7 mars 2011, l'institution reçoit sa licence du gouvernement fédéral du Nigéria en tant que 45e université privée et 117e au total dans le système universitaire nigérian. L'université lance sa première session académique l'année scolaire 2011-2012.
La promotion inaugurale, composée de 58 étudiants, obtient son diplôme en septembre 2015. Le 30 mai 2018, le vice-chancelier de l'université Samuel-Adegboyega, le professeur Bernard Aigbokhan réaffirme que les 14 programmes universitaires présentés à la Commission Nationale des Universités en 2016 a reçu une accréditation complète. Le 31 août 2018, la Commission nationale des universités approuve 13 programmes de troisième cycle à compter de la session académique 2018-2019.

## Images
| - Librairie - Entrée principale - Façade |